# Municipio Coroico
Das Municipio Coroico liegt im Departamento La Paz im südamerikanischen Anden-Staat Bolivien.

## Lage im Nahraum
Das Municipio Coroico ist eines von zwei Municipios der Provinz Nor Yungas und liegt im westlichen Teil der Provinz. Es grenzt im Nordwesten und Westen an die Provinz Murillo, im Süden an die Provinz Sud Yungas, im Osten an das Municipio Coripata und im Nordosten an die Provinz Caranavi.
Das Municipio hat 125 Ortschaften (localidades), der zentrale Ort des Municipios ist Coroico mit 2319 Einwohnern (Volkszählung 2012) im östlichen Teil des Municipios.

## Geographie
Das Municipio Coroico liegt auf einer mittleren Höhe von 2000 m 90 km östlich des Titicacasees in der Region der Yungas zwischen der Anden-Gebirgskette der Cordillera Real und den Ausläufern des Amazonas-Tieflandes.

Der Jahresniederschlag hier in den subtropischen Yungas liegt bei 1100 mm (siehe Klimadiagramm Coroico) und weist eine deutliche Trockenzeit von Mai bis August und eine Regenzeit von Dezember bis Februar auf. Die Monatsdurchschnittstemperaturen schwanken nur unwesentlich zwischen 20 °C und 25 °C.

## Bevölkerung
Die Einwohnerzahl des Municipios Coroico ist zwischen 1992 und 2024 auf fast das Dreifache angestiegen:
| Jahr | Einwohner | Quelle       |
| ---- | --------- | ------------ |
| 1992 | 10.157    | Volkszählung |
| 2001 | 12.237    | Volkszählung |
| 2012 | 19.397    | Volkszählung |
| 2024 | 27.531    | Volkszählung |

Das Municipio hatte bei der letzten Volkszählung von 2024 eine Bevölkerungsdichte von 26,1 Einwohnern/km², die Lebenserwartung der Neugeborenen lag im Jahr 2001 bei 62,0 Jahren, die Säuglingssterblichkeit war von 6,1 Prozent (1992) auf 6,4 Prozent im Jahr 2001 leicht gestiegen.
Der Alphabetisierungsgrad bei den über 19-Jährigen beträgt 85,0 Prozent, und zwar 92,0 Prozent bei Männern und 76,0 Prozent bei Frauen (2001).
93,2 Prozent der Bevölkerung sprechen Spanisch, 62,1 Prozent sprechen Aymara, und 3,5 Prozent Quechua. (2001)
78,6 Prozent der Bevölkerung haben keinen Zugang zu Elektrizität, 54,6 Prozent leben ohne sanitäre Einrichtung (2001).
80,3 Prozent der insgesamt 3.306 Haushalte besitzen ein Radio, 28,7 Prozent einen Fernseher, 13,9 Prozent ein Fahrrad, 3,3 Prozent ein Motorrad, 5,7 Prozent ein Auto, 13,9 Prozent einen Kühlschrank und 6,2 Prozent ein Telefon. (2001)

## Politik
Ergebnis der Regionalwahlen (concejales del municipio) vom 4. April 2010:
| Wahlberechtigte |  | Stimmen | gültig |  | MAS-IPSP | M.P.S. | MSM    |
| --------------- |  | ------- | ------ |  | -------- | ------ | ------ |
| 8.393           |  | 7.182   | 4.622  |  | 2.283    | 1.378  | 961    |
|                 |  | 85,6 %  | 64,4 % |  | 49,4 %   | 29,8 % | 20,8 % |

Ergebnis der Regionalwahlen (elecciones de autoridades políticas) vom 7. März 2021:
| Wahl- berechtigte |  | Wahl- beteiligung | gültige Stimmen |  | MAS-IPSP | J.A.LLALLA.L.P. | PBCSP   | FPV    | MTS    | SOL.BO | MPS    |
| ----------------- |  | ----------------- | --------------- |  | -------- | --------------- | ------- | ------ | ------ | ------ | ------ |
| 11.568            |  | 52.622            | 46.676          |  | 3.285    | 2.169           | 1.215   | 651    | 478    | 211    | 92     |
|                   |  | 86,51 %           | 84,06 %         |  | 39,05 %  | 25,78 %         | 14,44 % | 7,74 % | 5,68 % | 2,51 % | 1,09 % |

## Gliederung
Das Municipio untergliederte sich bei der letzten Volkszählung von 2012 in die folgenden drei Kantone (cantones):
- 02-1401-01 Kanton Coroico – 74 Ortschaften – 13.481 Einwohner (2001: 8.876 Einwohner)
- 02-1401-02 Kanton Mururata – 28 Ortschaften – 3.718 Einwohner (2001: 2.082 Einwohner)
- 02-1401-03 Kanton Pacollo – 23 Ortschaften – 2.198 Einwohner (2001: 1.279 Einwohner)

## Ortschaften im Municipio Coroico
- Kanton Coroico
  - Coroico 2319 Einw. – Santa Bárbara 410 Einw. – Challa 260 Einw. – San Martín de Padilla 184 Einw. – Quenallata 142 Einw. – San José de Chicalulo 103 Einw. – Yolosa 99 Einw. – Chuspipata 98 Einw.

- Kanton Mururata
  - Mururata 349 Einw.

- Kanton Pacollo
  - Pacollo 241 Einw. – Villa Esmeralda 162 Einw. – Huarinilla 131 Einw. – Cotapata 44 Einw. – Korisamaña 19 Einw.